# Такмыкское сельское поселение
Такмыкское сельское поселение — муниципальное образование в Большереченском районе Омской области.
Административный центр — село Такмык.

## История
В начале 1920-х годов был образован Такмыкский сельский совет Такмыкской волости, с 1924 года Большеренского района.
На 1926 год в состав сельского совета входили:
- село Такмыкское;
- заимка Баженовская;
- заимка Петровская;
- деревня Бызовка;
- завод Кожевенный завод;
- хутор Щербаковский.

В 1930—1934 годах к сельскому совету были присоединены части Криводановского и Красноярского сельских советов.
В 1937 году сельский совет переводится из Большереченского в восстановленный Евгащинский (Ежовский, Дзержинский с 1939) район.
В 1953 году сельский совет переводится из Евгащинского (Дзержинского) района в Большереченский район.
В 1954 году к сельскому совету был присоединён Ботвинский сельский совет.
В 1990-х годах сельский совет преобразован в сельскую администрацию.
В начале 2000-х годов сельская администрация преобразована в сельский округ.
В 2008 году в сельском округе была ликвидирована деревня Петровка.

## Население
| 2010  | 2011  | 2012  | 2013  | 2014  | 2015  | 2016  |
| ----- | ----- | ----- | ----- | ----- | ----- | ----- |
| 1829  | ↘1818 | ↗1845 | ↘1843 | ↘1810 | ↘1793 | ↘1751 |
| 2017  | 2018  | 2019  | 2020  | 2021  | 2023  |       |
| ↘1727 | ↘1711 | →1711 | →1711 | ↘1522 | ↘1487 |       |

## Состав сельского поселения
| № | Населённый пункт    | Тип населённого пункта       | Население |
| - | ------------------- | ---------------------------- | --------- |
| 1 | Ботвино             | деревня                      | ↘49       |
| 2 | Бызовка             | деревня                      | ↘7        |
| 3 | Решетниково         | деревня                      | ↘177      |
| 4 | Такмык              | село, административный центр | ↘1283     |
| 5 | Хлебоприёмный Пункт | посёлок                      | ↘6        |